# Bertrand Toën

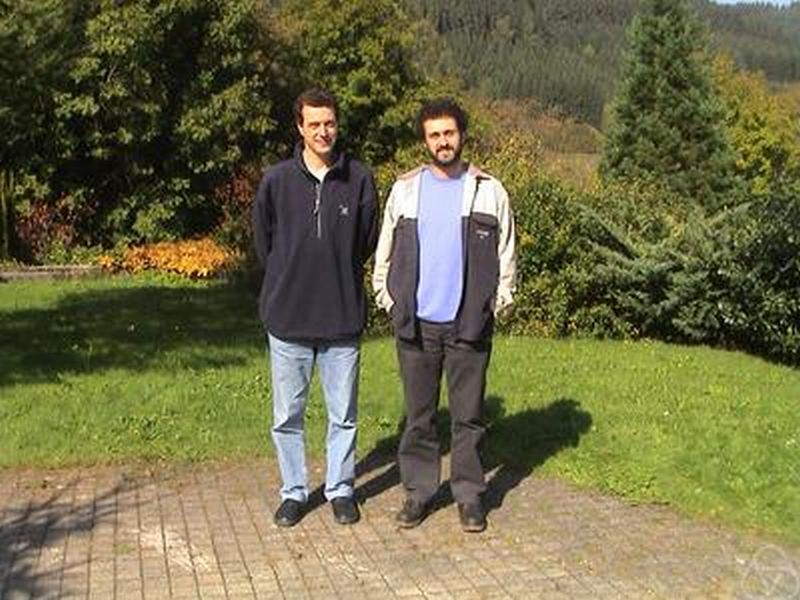
Gabriele Vezzosi (links) und Bertrand Toën, Oberwolfach 2002

Bertrand Toën (* 17. September 1973 in Millau) ist ein französischer Mathematiker.
Toën wurde 1999 an der Universität Toulouse III (Paul Sabatier) bei Joseph Tapia (und Carlos Simpson) promoviert (K-théorie et cohomologie des champs algébriques : théorèmes de Riemann-Roch, D-modules et théorèmes GAGA). Als Post-Doktorand war er am Max-Planck-Institut für Mathematik in Bonn. 2001 wurde er Chargé de Recherche des CNRS im Labor Jean Dieudonné in Nizza. 2003 habilitierte er sich an der Universität Nizza und wurde Chargé de Recherche am Labor Emile Picard in Toulouse und 2009 Forschungsdirektor des CNRS in Montpellier (Institut de Mathématiques et de Modélisations) und ab 2015 in gleicher Funktion an der Universität Toulouse III.
Toën befasst sich mit Algebraischer Geometrie, Algebraischer Topologie und Kategorientheorie (Topos-Theorie) und begründete mit Gabriele Vezzosi die Derivierte Geometrie (Derivierte algebraische Geometrie).
2014 war er eingeladener Sprecher auf dem Internationalen Mathematikerkongress in Seoul (Derived Algebraic Geometry and Deformation Quantization). 2019 erhielt er den Sophie-Germain-Preis.

## Schriften (Auswahl)
- mit Vezzosi: Homotopical Algebraic Geometry I, topos theory, Adv. in Math., Band 193, 2005, S. 257–372, Teil II: Geometric stacks and applications, Memoirs AMS, Band 193, 2008
- mit G. Vezzosi: Brave new algebraic geometry, in: Elliptic cohomology, London Math. Soc. LN series 342, Cambridge UP 2007
- The homotopy theory of dg-categories and derived Morita theory, Inventiones Mathematicae, Band 167, 2007, S. 615–667
- Derived Azumaya algebras and generators for twisted derived categories, Inventiones Mathematicae, Band 189, 2012, S. 581–652
- mit Ludmil Katzarkov, Tony Pantev: Schematic homotopy types and non abelian Hodge theory, Compos. Math., Band 144, 2008, S. 582–632
- Derived algebraic geometry, EMS Surveys in Mathematical Sciences, 1, 2014, S. 153–245, Arxiv